# 米蘭·拉爾科維奇
米蘭·拉爾科維奇（1992年12月9日—）是一位斯洛伐克足球運動員。在場上的位置是前鋒或側鋒。他現在效力於捷克足球甲级联赛球隊奧斯特拉。他出身自切尔西的青訓系統。